# Porto seguro (genética)
Porto seguro ou Safe Harbor (em inglês) é  uma região do genoma que é considerada como sendo transcritivamente ativa e a sua ruptura não conduz a efeitos fenotípicos discerníveis. Os portos seguros do genoma humano são regiões intragênicas ou extragênicas que são capazes de acomodar a expressão previsível de ADN recém-integrado sem efeitos adversos sobre a célula ou organismo hospedeiro.